# Kraftwerk Volgsjöfors
Das Kraftwerk Volgsjöfors (schwedisch Volgsjöfors kraftverk) ist ein Wasserkraftwerk in der Gemeinde Vilhelmina, Provinz Västerbottens län, Schweden, das am Ångermanälven liegt. Es ging 1980 in Betrieb. Das Kraftwerk ist mehrheitlich im Besitz von Statkraft und wird auch von Statkraft betrieben.

## Absperrbauwerk
Das Absperrbauwerk besteht aus einem Staudamm. Die Wehranlage mit den zwei Wehrfeldern und das Maschinenhaus befinden sich auf der rechten Seite. Die maximale Höhe des Bauwerks beträgt 8 m.
Der zugehörige Stausee erstreckt sich über eine Fläche von 0,95 km².

## Kraftwerk
Das Kraftwerk ging 1980 in Betrieb. Es verfügt mit zwei Rohrturbinen über eine installierte Leistung von 20 (bzw. 22) MW. Die durchschnittliche Jahreserzeugung liegt bei 80 Mio. kWh.
Die Turbinen wurde von Kværner geliefert. Sie leisten jeweils 10,62 (bzw. 11) MW; ihre Nenndrehzahl liegt bei 100 Umdrehungen pro Minute. Die Fallhöhe beträgt 8 (bzw. 8,3 oder 10) m. Der maximale Durchfluss liegt bei 280 m³/s.

## Eigentümer
Das Kraftwerk ist im Besitz von Statkraft (73,1 %) und Vattenfall (26,9 %).